# Magyar Rádió és Televízió
A Magyar Rádió és Televízió (MRT) 1957. augusztus 18-án jött létre a Magyar Rádió átnevezésével. Korábban, a televíziózás megindulásakor a Magyar Rádióban csak egy televíziós főosztály működött, de gyorsan fejlődött, ezért a Rádiót átszervezték, és új nevet is kapott. 1974-ben megszűnt, amikor szétvált a két médium Magyar Rádióra (MR) és Magyar Televízióra (MTV).
Az MRT rendezésében kerültek megszervezésre a magyar Táncdalfesztiválok 1966-tól 1972-ig. Az MRT szétválásában nagy szerepet játszott Nagy Richárd, aki az így megalakuló önálló Magyar Televízió elnöke lett. Ehhez a vállalathoz tartozott az MRT Minerva nevű könyvkiadó.
Az MRT első elnöke Benke Valéria volt, ő irányította a Rádiót az 1956-os forradalom alatt.